# 庆安夫人
庆安夫人胡氏（?—?），五代十国吴越国主钱镠的妾室。
唐僖宗乾符二年（875年），钱镠二十四岁时，胡氏嫁给了钱镠。乾符四年（877年）十月十三，胡氏生钱镠次子钱元玑。廣明元年（880年）四月十三，胡氏生钱镠第四子钱元璲。唐昭宗龙纪元年（889年）十二月初七，胡氏生钱镠第十二子钱元珦。乾宁五年（898年）十月廿二，胡氏生钱镠第二十子钱元琢。吴越武肃王宝正四年（929年）四月十二，胡氏生钱镠第三十子钱元禧。钱元禧出生时，胡氏已经结婚五十四年，《钱氏家乘》的记载或有误。